# Nepenthes bongso
Nepenthes bongso ist eine Pflanzenart aus der Gattung der Kannenpflanzen (Nepenthes). Diese fleischfressende Pflanze ist auf der Insel Sumatra heimisch.

## Beschreibung
Nepenthes bongsa ist wie die meisten Nepenthes ein ausdauernder, kletternder Halbstrauch. Der Blattgrund (bei Kannenpflanzen oft als Blattspreite interpretiert) ist lanzettlich und lederartig. Die (mittelgroßen) Kannen werden bis zu 11 cm lang, mit zwei bewimperten Flügelleisten. Die dichtstehenden Lamellen der Kannenöffnung sind pomeranzengelb, die Kannen und der Deckel selbst sind grün bis kiwifarben.

## Verbreitung und Lebensraum
Nepenthes bongso ist auf der zu Indonesien gehörenden Insel Sumatra heimisch. Sie wächst dort als Endemit im mittleren Teil des südwestlich gelegenen Hochlandes in Höhenlagen zwischen 1000 und 2700 Meter.

## Systematik
Sie wird den sogenannten Hochland-Nepenthes zugeordnet. Die Erstbeschreibung von Nepenthes bongso erfolgte 1839 durch Pieter Willem Korthals in seinem Werk Over het geslacht Nepenthes.

### Naturhybriden
Folgende Naturhybriden von Nepenthes bongso sind bekannt und beschrieben:
- Nepenthes bongso × Nepenthes gymnamphora
- Nepenthes bongso × Nepenthes singalana
- Nepenthes bongso × Nepenthes talangensis